# Technicolor (azienda)
La Vantiva SA (già Technicolor SA, Thomson SARL, Thomson SA, and Thomson Multimedia) è un'azienda francese specializzata nella progettazione e produzione di sistemi video, di immagine digitale e Customer Premise Equipment per i professionisti, i produttori cinematografici e televisivi, ma anche per gli operatori di rete e gli altri distributori di contenuti.
Il marchio Thomson è legato a diverse aziende francesi: Als-Thom, SGS-Thomson, Thomson-CSF.

## Storia

Vecchio logo "Thomson".

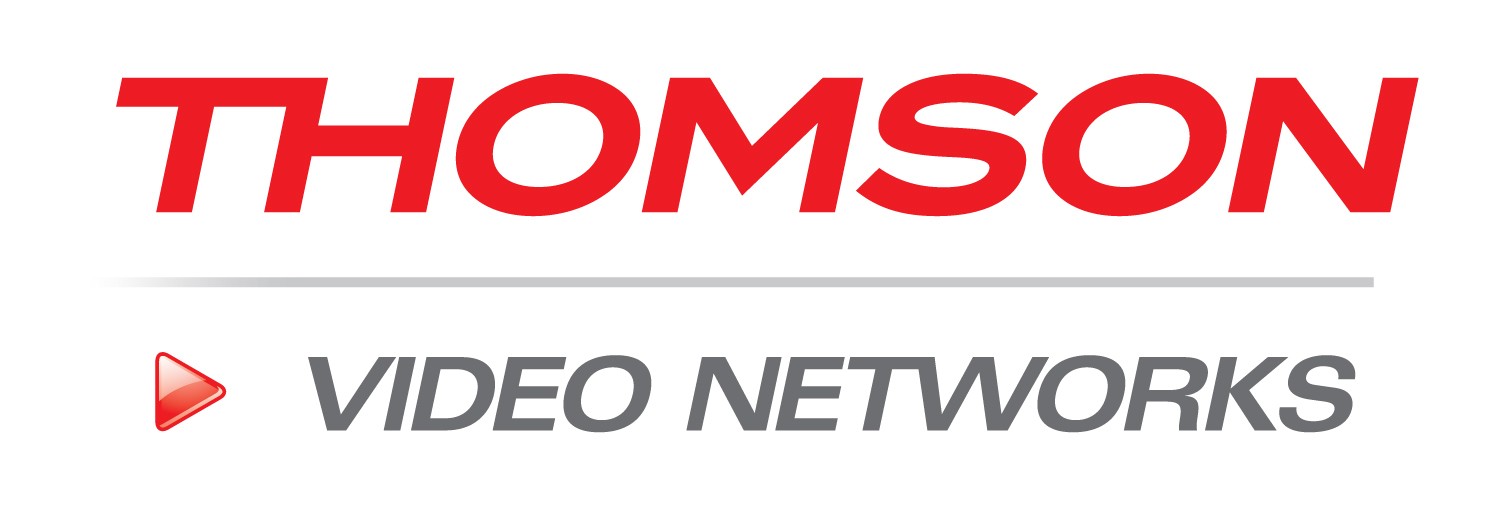
Logo "Thomson Video Networks".

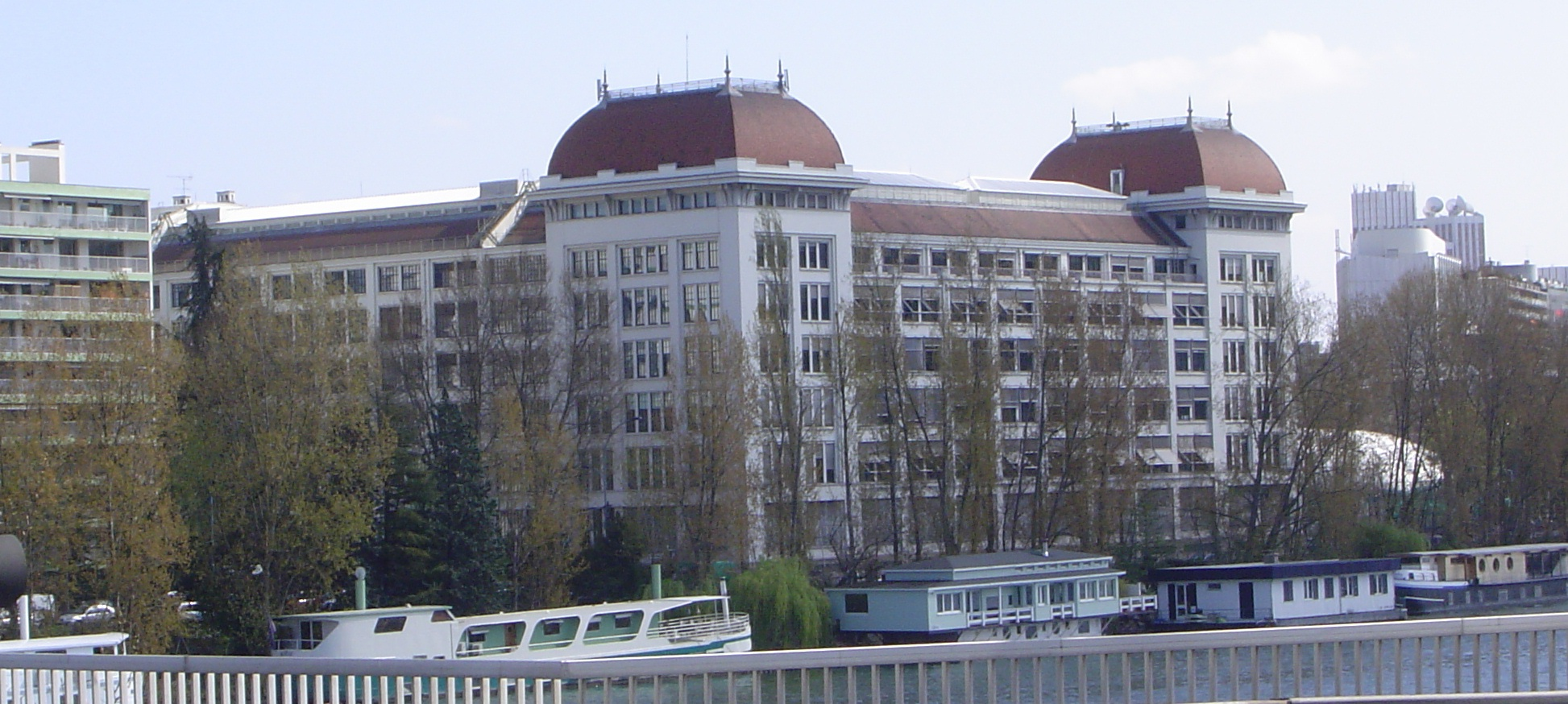
L'immobile "LMT", al 46 Quai Alphonse le Gallo
a Boulogne-Billancourt, sede della Thomson fino al 2009 e dal 2015 di alcuni uffici dell'OCDE.

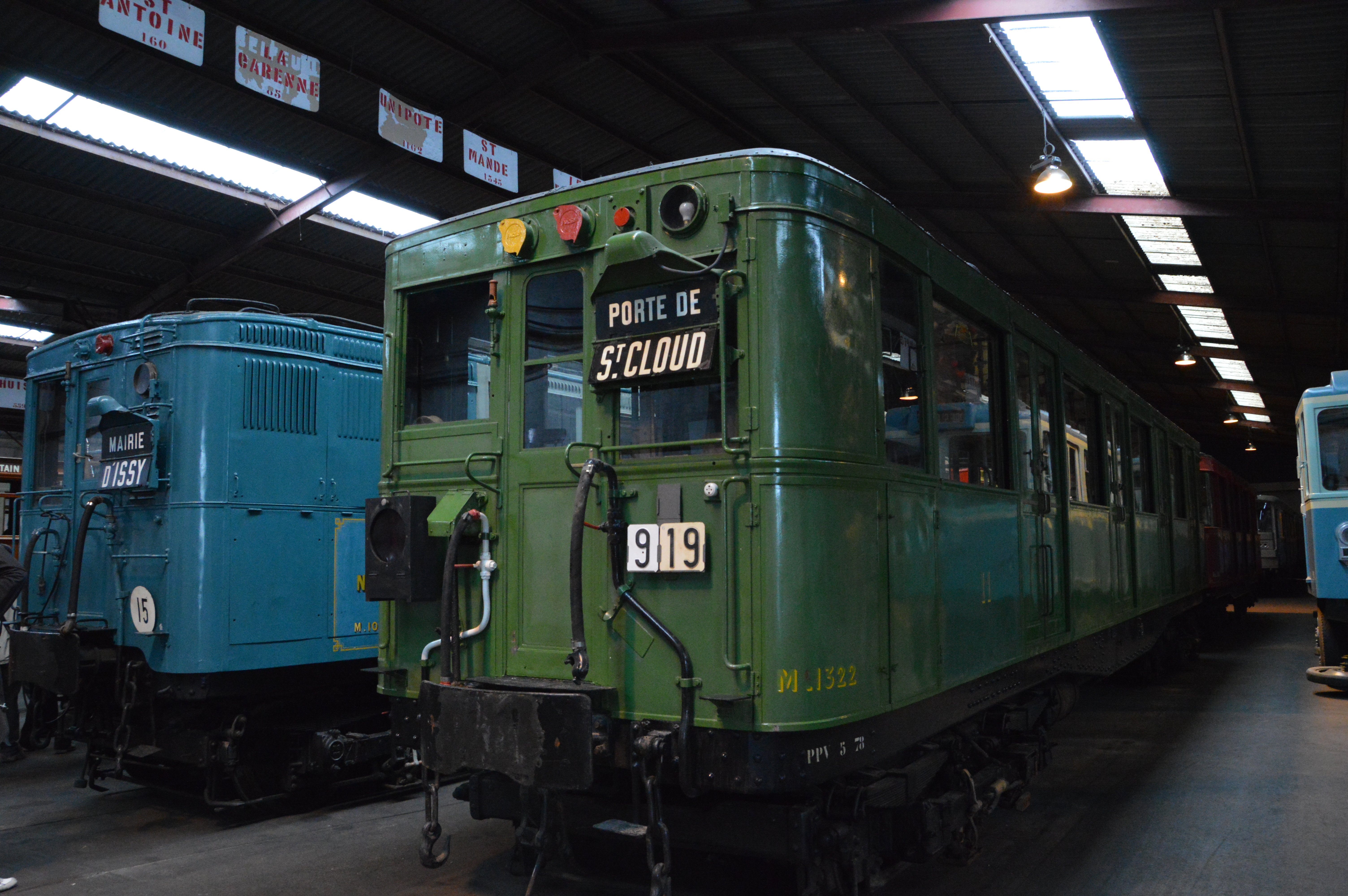
Due Sprague-Thomson della metropolitana di Parigi.

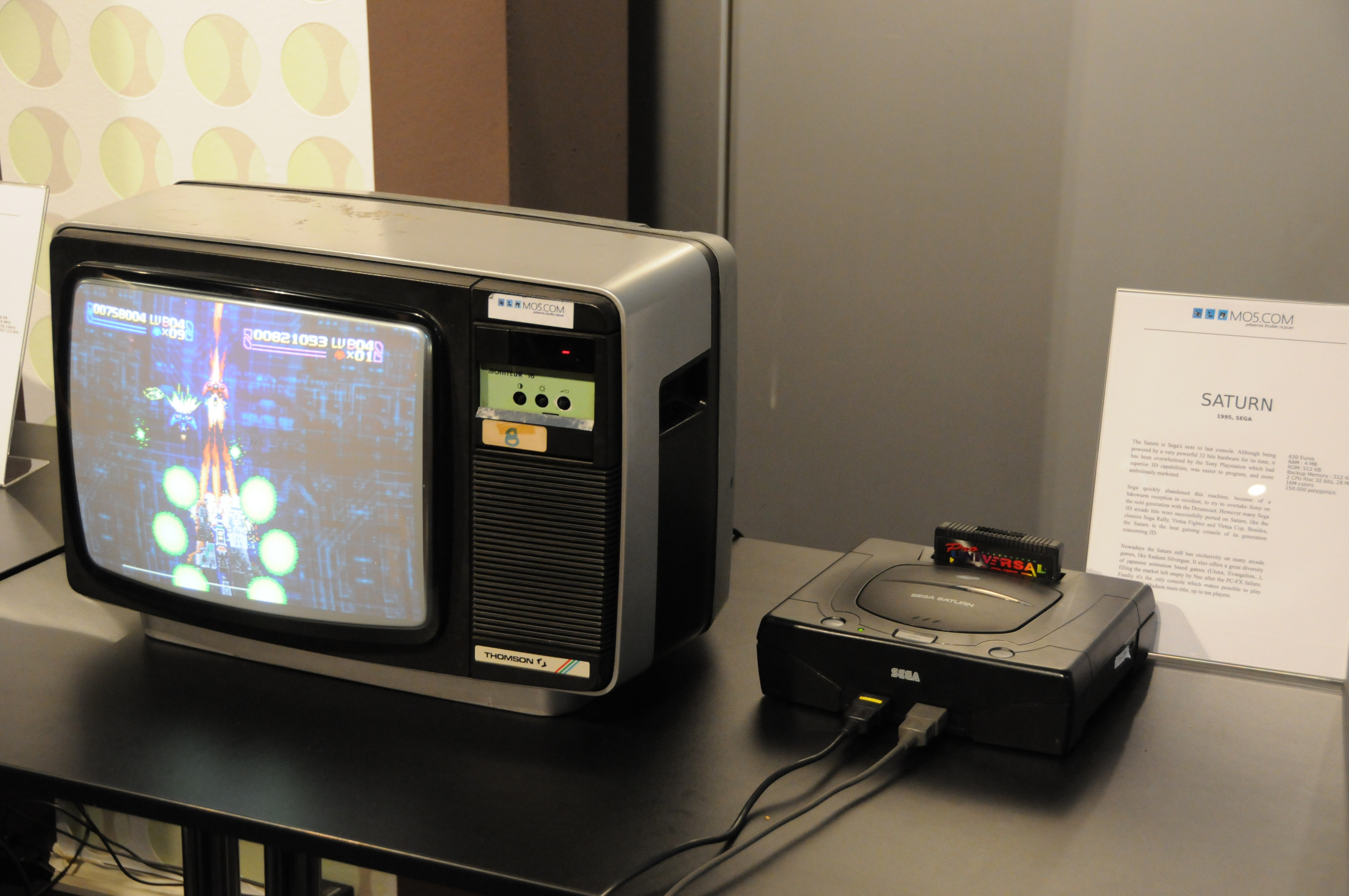
Un televisore Thomson collegato ad un Sega Saturn.

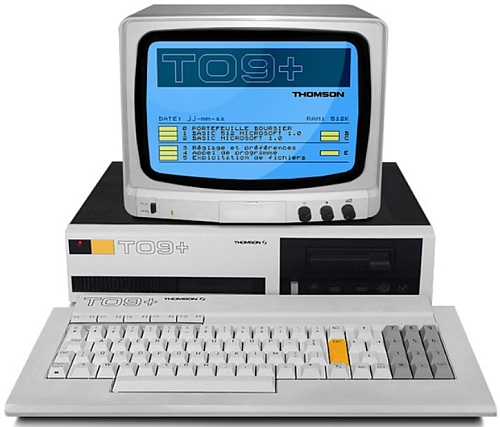
Un home computer Thomson TO9+.

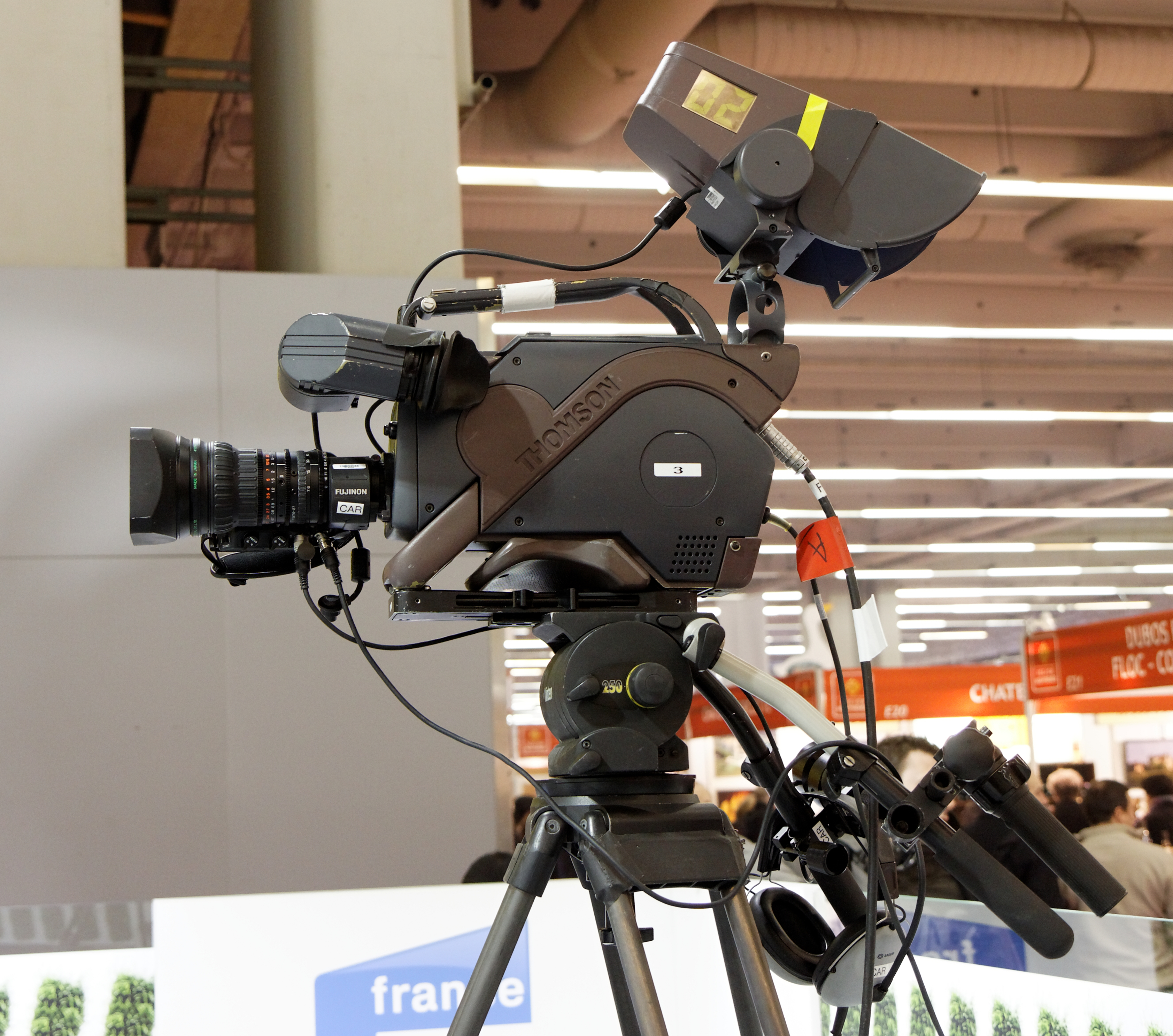
Una telecamera professionale Thomson.

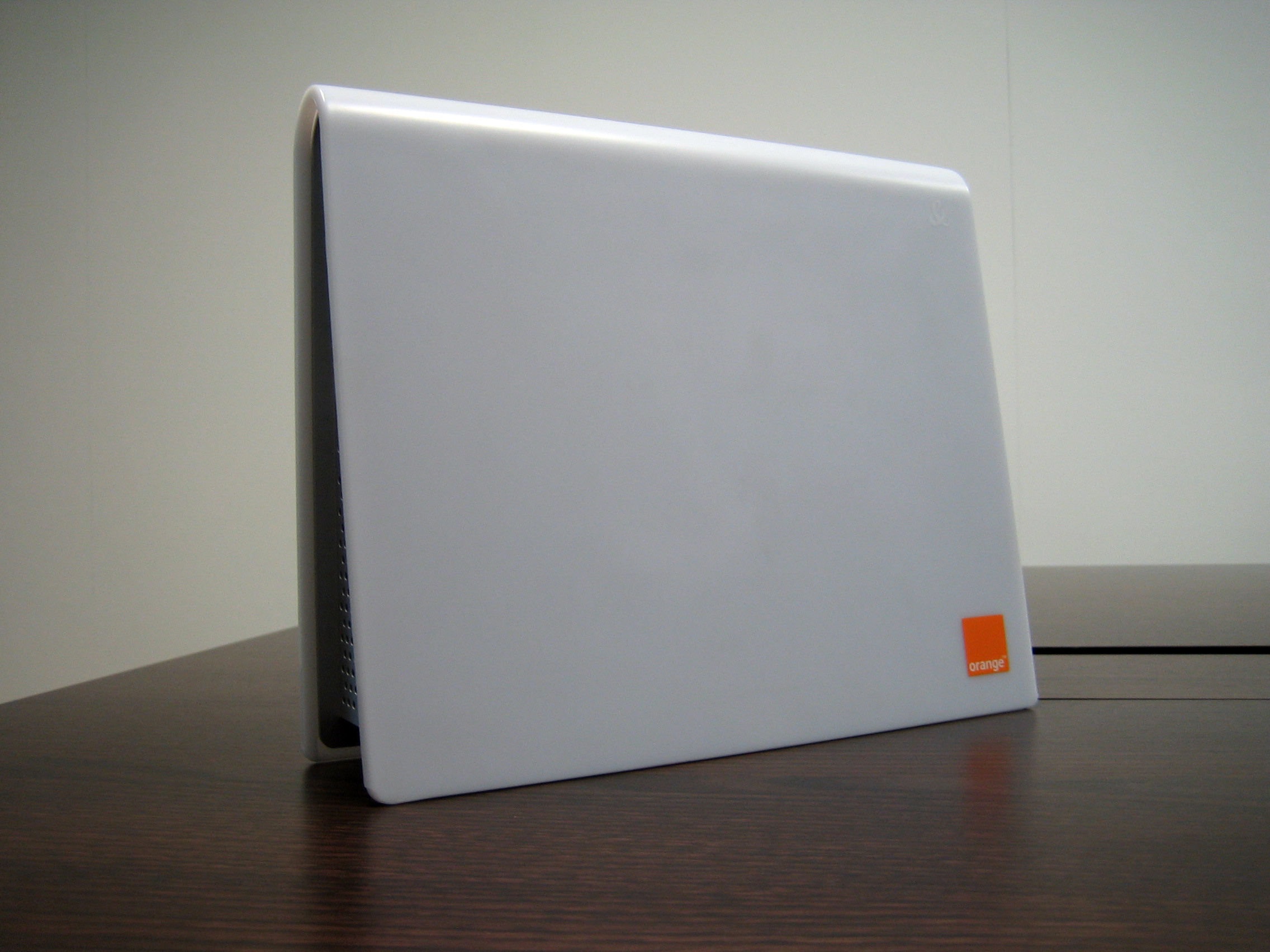
Una Livebox di Orange prodotta da Inventel/Thomson.

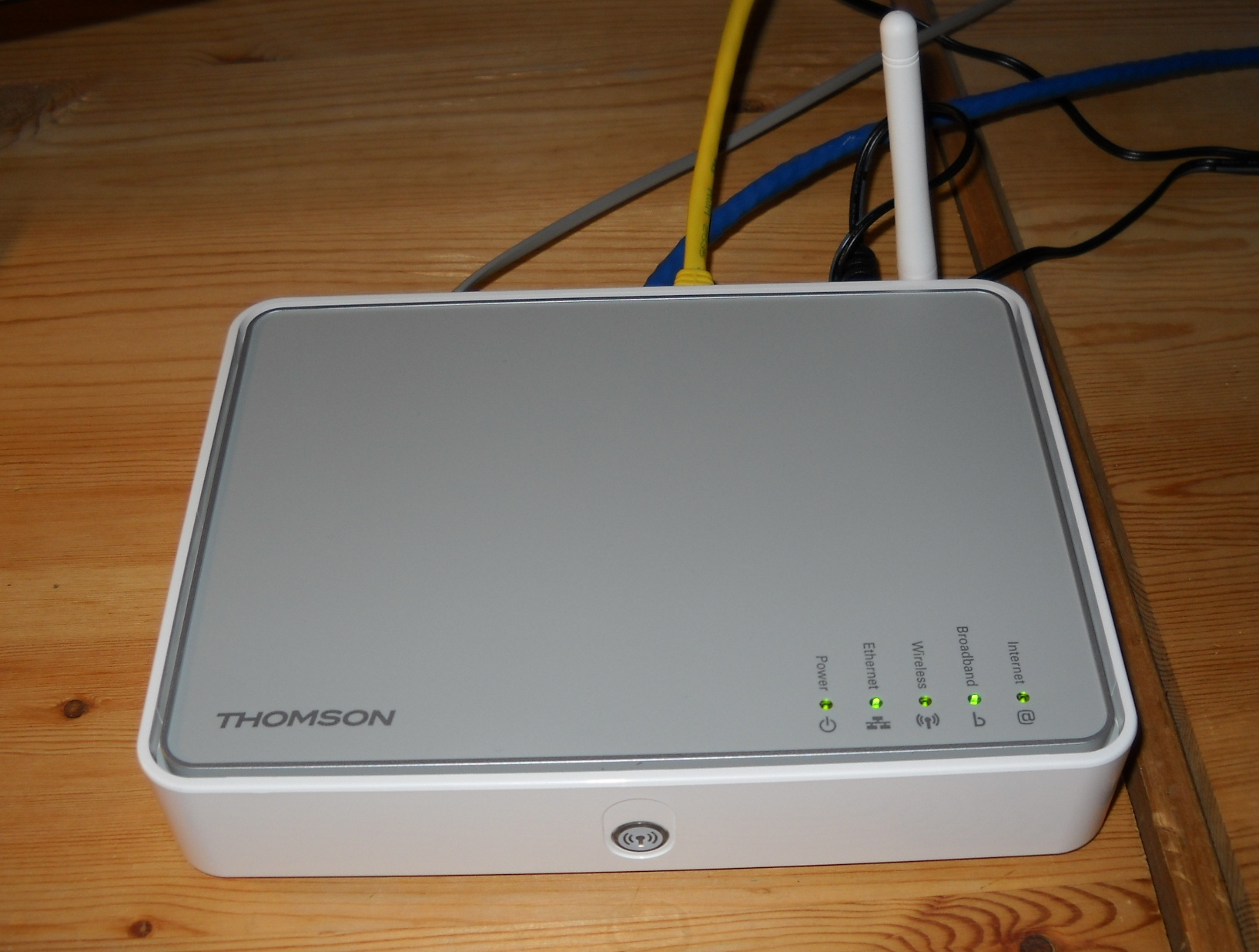
Un gateway "Thomson TG585 v8" della gamma "SpeedTouch".

All'inizio del XX secolo è una filiale del gruppo statunitense General Electric ed è specializzata nella produzione e distribuzione di elettricità. L'attività di Thomson evolve nel corso degli anni a seguito delle diverse acquisizioni e fusioni con altre società per orientarsi verso la fabbricazione di materiale elettronico e audiovisivo; e negli anni '50 diventa un'azienda francese, rompendo i legami con gli USA. Conosciuta in particolare, a partire dagli anni '60, per i suoi televisori, il gruppo Thomson raggruppa negli anni '80 le sue attività in due grandi settori: l'elettronica di consumo e l'elettronica professionale a vocazione militare. Questa seconda divisione è collegata alla sua propria entità Thomson-CSF (nome derivato dalla fusione con CSF nel 1968) e che diventerà in seguito una società indipendente, oggi nota come Thales. L'altra divisione, Thomson Consumer Electronics, ribattezzata Thomson Multimedia nel 1995, produce inizialmente dell'elettronica di consumo ma le difficoltà economiche incontrate, la allontanano in seguito da questo settore. A partire dal 2005, essa si riconcentra unicamente sui servizi e gli equipaggiamenti elettronici professionali destinati al settore dei media e del intrattenimento. Nel 2010, la società prende il nome di Technicolor (che era il nome dell'azienda statunitense che la Thomson aveva acquistato nel 2001), per marcare definitivamente la rottura con il precedente marchio che era a vocazione consumer (tuttavia il marchio Thomson non è scomparso, ma è distribuito su licenza da altre aziende).

## Cronologia

### Compagnie française Thomson-Houston
- 1879: Elihu Thomson e il collega professore della Central High School (Philadelphia) Edwin Houston creano la Thomson-Houston Electric Company, che diventerà una delle principali società di elettricità del XIX secolo.
- 1892: Creazione della General Electric, attraverso la fusione di Thomson-Houston Electric Company e Edison General Electric Companies; apertura di una filiale in Francia.
- 1885: Creazione della Thomson-Houston International Electric Company, per vendere i sistemi di illuminazione nel mondo intero; nel 1891 essa cede la licenza del suo contatore elettrico alla società francese Compagnie pour la Fabrication des Compteurs et Matériels d'Usines à Gaz, rinominata poi Compagnie des Compteurs.
- 1893: Creazione a Parigi della Compagnie française pour l'exploitation des procédés Thomson-Houston (abbreviato Compagnie française Thomson-Houston - CFTH), attraverso la fusione della filiale francese di General Electric e la Compagnie des Compteurs. La CFTH installa a Le Havre, per la prima volta in Francia, un sistema di tram che usa delle linee elettriche aeree.
- 1896: Creazione della British Thomson-Houston (BTH).
- 1899: Francis Barraud realizza il dipinto "His Master's Voice", nel quale il terrier Nipper ascolta della musica da un fonografo. I diritti per l'uso del dipinto sono acquistati dalla britannica Gramophone Company, una filiale della statunitense Victor Talking Machine Company; l'immagine diventerà il logo delle due aziende.
- 1908: La Compagnie du chemin de fer métropolitain de Paris (CMP) mette in servizio nella metropolitana di Parigi i convogli Sprague-Thomson; resteranno in servizio fino al 1983.
- 19 novembre 1915: Herbert Thomas Kalmus fonda la Technicolor Motion Picture Corporation[2] (Technicolor Inc.)[3].
- 1916: Sviluppo del «Technicolor Process Number One», un procedimento additivo a due colori.
- 1918/19: La Compagnie générale de la télégraphie sans fil (CSF) è creata come casa madre della SFRE.
- 1919: Creazione della Radio Corporation of America (RCA), sulla base dei brevetti detenuti da General Electric e American Marconi.
- 1923: Creazione del primo laboratorio di Technicolor a Hollywood.[4]
- 1925: Uscita del film Il pirata nero, prodotto da Douglas Fairbanks e girato in Technicolor Process 2.
- 1928: Creazione, insieme alla Société alsacienne de constructions mécaniques (SACM), della Als-Thom (contrazione di ALSacienne-THOMson), attraverso la fusione delle rispettive divisioni meccaniche.
- 1929: L'acquisizione degli Établissements Ducretet da parte della CFTH segna l'inizio del gruppo nel mondo della radio e della televisione.
- 1929: La RCA acquista la Victor Talking Machine Company per 154 milioni di dollari e con essa anche il marchio "His Master's Voice" (che era di proprietà della Victor).
- 1930: David Sarnoff è nominato Presidente della RCA; è il terzo presidente della società e durante la sua presidenza la società si renderà indipendente da General Electric e Westinghouse.
- 1931: Creazione della Ducretet-Thomson per la fabbricazione in gran serie di apparecchi per la trasmissione senza fili con il marchio "La Voix de Monde".
- 1936: Creazione di Technicolor Ltd a Londra e apertura del laboratorio della Technicolor Limited a Londra, per la produzione locale di film e la stampa di film internazionali.[4]
- 1937: La CSF presenta il suo primo prototipo di televisore.
- 1939: Uscita del fim Via col vento, primo film a beneficiare della nuova pellicola di Technicolor, più sensibile, che riduce i costi di illuminazione e permette dei proiettori meno potenti.
- 1940: La Academy of Motion Picture Arts and Sciences conferisce un premio speciale alla Technicolor per l'eccezionale qualità della sua utilizzazione del colore.
- 24 dicembre 1941: La Compagnie française pour l'exploitation des procédés Thomson-Houston è rinominata Compagnie française Thomson-Houston (CFTH).
- 1950: Technicolor lancia un sistema fotografico Three-strip utilizzando la luce incandescente non corretta.
- 1953: Gli ingegneri della CSF lavorano alla diffusione in Eurovisione della cerimonia di incoronazione della Regina Elisabetta II. La televisione a colori compatibile elettronica di RCA è scelta come standard NTSC.
- 22 novembre 1954: Iscrizione della società al registro delle imprese di Parigi, numero RCS: 542089750.[5]
- 1955: Inaugurazione della Technicolor Italiana a Roma; e nel 1960 vi è l'apertura del laboratorio della Technicolor Italiana a Roma, per la produzione e la stampa di film per il mercato europeo.[4]
- 1956: Creazione di Hotchkiss-Brandt, attraverso la fusione di Brandt e Hotchkiss.
- 1958: La CFTH e la Pathé-Marconi creano la Société de diffusion de radio-télévision (SDRT) per gestire congiuntamente la divisione di radio-televisione di Pathé-Marconi (marchi "La Voix de son Maître" e "Marconi") e la sua fabbrica di Thonon-les-Bains; alcuni anni più tardi, la CFTH acquista la SDRT dalla EMI (proprietaria di Pathé-Marconi).
- 1958: Donald Hare crea una piccola società di ricerca e sviluppo in una cittadina californiana ai piedi della Sierra Nevada: è la nascita di Grass Valley.
- 1962: La CFTH acquisisce gli "Etablissement Bonnet", che sono specializzati nella refrigerazione dei cibi.
- 1964: Grass Valley fa la dimostrazione del suo primo prodotto, un amplificatore di distribuzione video al convegno della National Association of Broadcasters.
- 1965: Thomson ottiene un ruolo di primo piano nel programma NADGE per la NATO.

### Thomson-Brandt
- 1966: Creazione della Compagnie française Thomson-Houston-Hotchkiss-Brandt, attraverso la fusione di Compagnie française Thomson-Houston e Hotchkiss-Brandt. La Hotchkiss-Brandt produce elettrodomestici e armamenti (Brandt), macchine da cucito e proiettori cinematografici (M.I.P) e veicoli e armamenti (Hotchkiss). La CFTH produce elettronica professionale (militare) e elettronica di consumo.
- 1966: RCA apre una fabbrica di tubi CRT a Scranton (Pennsylvania).
- 1966: Il primo procedimento di desaturazione è messo a punto da Technicolor per il film Moby Dick, la balena bianca; è poi sensibilmente migliorato per il film Riflessi in un occhio d'oro.
- 1967: Thomson si fonde con CSF per creare una grande azienda francese di elettronica, dotata di una larga gamma di prodotti, di tecniche e di competenze. Thomson-CSF nascerà l'anno seguente.
- 1967: Thomson partecipa alla produzione del sistema di telecomunicazioni del satellite HEOS.
- 1968: Creazione di Thomson-CSF, attraverso la fusione delle attività elettroniche di Thomson-Brandt con la Compagnie générale de la télégraphie sans fil (CSF). Thomson-Brandt si riconcentra sugli elettrodomestici e l'elettronica di consumo (marchi Brandt e Thomson).
- 1968: Grass Valley Group lancia il suo primo mixer video, prodotto faro che farà la reputazione dell'impresa.
- 1969: Primi passi dell'uomo sulla Luna; le telecamere di Technicolor registrano la partenza degli astronauti.
- 1971: Thomson e RCA creano la società Videocolor per produrre dei tubi cadodici in Europa.
- 20 dicembre 1973: Creazione di Thomson Grand Public (TGP).[6]
- 1974: Grass Valley Group si fonde con Tektronix.
- 1976: Thomson-CSF prende il controllo effettivo delle società Téléphones Ericsson e LMT (Le Matériel Téléphonique), controllando così il 42% del mercato francese e il 6% del mercato mondiale degli equipaggiamenti e dei sistemi di commutazione telefonica.
- 1977: Acquisizione di Nordmende, azienda tedesca di elettronica di consumo basata a Brema.
- 1978: Accordo di cooperazione con AEG-Telefunken Aktiengesellschaft e acquisizione di Dual, due aziende tedesche di elettronica di consumo. La Telefunken è ceduta nel 1985 a Daimler-Benz; mentre la Dual è ceduta nel 1988 alla Schneider Rundfunkwerke AG.
- 1979: Creazione di Thomson Electroménager (TEM).[7]
- 1979: RCA passa la barra dei 100 milioni di tubi catodici prodotti dal 1946.
- 1980: Acquisizione di SABA, azienda tedesca di elettronica di consumo.[8]
- 1981: Fusione di Thomson-Brandt e di Thomson-CSF.
- 1981: Technicolor lancia il servizio di duplicazione video.
- 1982 - La statunitense MacAndrews & Forbes acquista la statunitense "Technicolor, Inc.".
- 1982: Nazionalizzazione di Thomson-Brandt e di Thomson-CSF.
- 1982-1983: Tentativo di acquisizione dell'azienda tedesca Grundig, bloccato dal BKartA, l'autorità garante della concorrenza e del mercato tedesca.[9]

### Thomson Grand Public (TGP)
- 1983: Le due aziende (Thomson-Brandt e Thomson-CSF) diventano due filiali della holding Thomson SA.
- 1983: Nascita di Thomson Grand Public (TGP).
- 8-17 marzo 1983: La Thomson completa l'acquisizione del 75% di TELEFUNKEN Fernseh und Rundfunk GmbH, filiale di AEG-Telefunken Aktiengesellschaft.[10]
- 26 aprile 1984: Creazione di Thomson Semiconducteurs, attraverso la fusione della divisione semiconduttori della Thomson-CSF, SESCOSEM, EFCIS, Eurotechnique e Silec.[11]
- 25 luglio 1984: Creazione di Thomson Brandt Armements a La Ferté-Saint-Aubin[12]. L'azienda in seguito diventerà TDA Thomson DASA Armements e infine TDA Armements (filiale al 100% di Thales)[13].
- 1985: La Thomson è stata costituita il 24 agosto 1985 e iscritta al Registro delle imprese il 7 novembre 1985[14], per una durata di 99 anni.
- 1986: General Electric acquisisce la RCA.
- 1987: Creazione di SGS-Thomson attraverso la fusione di SGS Microelettronica e Thomson Semiconducteurs.
- 1987: Acquisizione di Ferguson (dalla Thorn EMI), azienda britannica di elettronica di consumo.[8]
- 1987: General Electric vende le sue attività di elettronica di consumo RCA e General Electric a Thomson.

### Thomson Consumer Electronics (TCE)
- 1988: Thomson completa l'acquisizione delle attività di elettronica di consumo RCA e General Electric, creando la "Thomson Consumer Electronics". Così "Thomson Grand Public" diventa "Thomson Consumer Electronics (TCE)".
- 1988: MacAndrews & Forbes vende la statunitense Technicolor, Inc. alla società britannica Carlton Communications, PLC.
- 1988 - Thomson diventa un membro fondatore del MPEG (Motion Picture Experts group), in quanto stakeholder di primo piano negli standard audio-MP3 e video-MPEG. Thomson partecipa quindi alla definizione degli standard: MPEG-1 (1993) e MPEG-2 (1995). Il codec audio "ASPEC", messo a punto da Thomson e Fraunhofer-ISS, è all'origine del formato MP3.
- 1989: Il 50milionesimo televisore a colori di RCA è prodotto a Bloomington (Indiana).
- 1990: Introduzione del marchio Proscan.[8]
- 1992: Posa della prima pietra della nuova sede sociale statunitense di Thomson a Indianapolis.
- 29 dicembre 1992: Il governo francese autorizza con un decreto la società Thomson a cedere Thomson Electroménager (TEM) al Crédit national e alla società italiana El.Fi S.p.A., filiale del gruppo Elettro Finanziaria S.p.A.[15]
- 1994: Il sistema di satelliti digitali RCA apre la strada ad una nuova era nella diffusione di contenuti digitali a domicilio.
- 1994: Technicolor apre, in California, una fabbrica moderna per la produzione di CD.
- settembre 1994: TF1 comincia a trasmettere in stereofonia "NICAM" (Near Instantaneous Companded Audio Multiplex), Thomson è la prima azienda a commercializzare dei televisori stereofonici.[16]

### Thomson Multimedia (TMM)
- 1995: Thomson Consumer Electronics (TCE) cambia di nome per diventare Thomson Multimedia (TMM).
- 20 febbraio 1996: Il governo francese pubblica il decreto n°96-137 relativo al trasferimento a privati della partecipazione maggioritaria detenuta, dallo Stato, in "Thomson SA".[17]
- 1996: La Thomson acquisisce l'azienda italiana Prandoni; fondata da Dario Prandoni nel 1946, la Prandoni era un'importante azienda italiana di elettronica, produttrice di radio e televisori.[18]
- 26 febbraio 1997: Il governo francese pubblica il decreto n°97-172 che abroga il precedente e decide del trasferimento a privati della partecipazione maggioritaria detenuta, da "Thomson SA", in "Thomson-CSF".[19]
- 1997: Thierry Breton è nominato Président Directeur Général di "Thomson Multimedia" e Président di "Thomson SA".
- 1997: "Thomson Multimedia" ed altre 9 aziende del settore (Hitachi, Matsushita Electric Industrial, Mitsubishi Electric Corporation, Pioneer Corporation, Royal Philips Electronics, Sony Corporation, Time Warner, Toshiba Corporation e JVC) creano il "DVD Forum", che in precedenza era il "DVD Consortium", per sviluppare la tecnologia e il formato del DVD.
- 26 ottobre 1998: Il governo francese pubblica il decreto n°98-952 relativo al trasferimento a privati della partecipazione minoritaria detenuta, da "Thomson SA", in "Thomson Multimedia".[20]
- 1998: Entrano nel capitale di "Thomson Multimedia" 4 società (Alcatel, DirecTV, Microsoft e NEC) ognuna con il 7,5%; lo Stato francese, attraverso "Thomson SA" riduce la sua partecipazione dal 100% al 70%.
- 1999: Apertura al pubblico del capitale di "Thomson Multimedia". Le azioni sono quotate alla borsa di Parigi e di New York.
- 1999: Creazione di "Technicolor Digital Cinema Inc.", per integrare le tecnologie digitali nelle attività di Technicolor.[21]
- 1999: "Thomson Multimedia" lancia, sul mercato americano ed europeo, il suo primo lettore MP3: "LYRA".
- 21 marzo 2000 : La "Technicolor, Inc.", di Camarillo, acquista la Consolidated Film Industries, un'azienda statunitense di servizi per l'industria cinematografica, per 48 milioni di dollari cash.[22][23]
- 26 luglio 2000 : Il governo francese pubblica il decreto n°2000-700 relativo al trasferimento a privati della partecipazione maggioritaria detenuta, da "Thomson SA", in "Thomson Multimedia".[24]
- 2000: "Thomson Multimedia" crea una nuova attività "Digital Media Solutions" per facilitare l'accesso all'interattività digitale e al flusso di informazioni. In quest'ottica, la società prende una partecipazione maggioritaria in "Philips Professional Broadcast" e forma un'alleanza strategica con Carlton nella televisione digitale terrestre, nella televisione interattiva e nei servizi ai media.
- 2000: Technicolor raddoppia la sua capacità di produzione di DVD negli Stati Uniti e in Europa, per arrivare a 150 milioni di unità all'anno.
- 19 dicembre 2000: "Thomson Multimedia" acquista la "Technicolor, Inc.", dalla Carlton Communications, per 2,1 miliardi di dollari: 1,35 miliardi cash e 15,5 milioni in azioni della Thomson.[25]
- 8 gennaio 2001: "Thomson Multimedia" integra la "DVD+RW Alliance", fondata da 6 aziende del settore (Hewlett-Packard Company, MCC/Verbatim, Philips Electronics, Ricoh Company, Sony Corporation e Yamaha Corporation) per sviluppare la tecnologia e il formato del DVD+RW.[26]
- 2001: Carlton Communications entra nel capitale di "Thomson Multimedia" con il 5,5%; la partecipazione di "Thomson SA" (all'epoca nome della società holding, poi rinominata "TSA") passa dal 37,9% al 35,8%. Il progetto di partenariato tra Carlton e TMM prevede da un lato l'ingresso di Carlton nel capitale di TMM e dall'altro l'acquisto da parte di TMM di Technicolor, Inc., quest'ultima detenuta al 100% da Carlton.
- 16 marzo 2001: "Thomson Multimedia" completa l'acquisizione di "Technicolor, Inc."; questa diventa una filiale della "Thomson Multimedia Inc.", filiale statunitense dell'azienda francese.[27]
- 2002: "Thomson Multimedia" acquista Grass Valley Group, rinforzando la sua offerta sul mercato degli equipaggiamenti broadcast e continuando il suo riposizionamento verso la vetta della catena dell'immagine video.
- 8 aprile 2002 : "Thomson Broadcast Solutions/Grass Valley" presenta la telecamera cinematografica digitale "Viper FilmStream".[28][29]
- 20 maggio 2002: "Thomson Multimedia" ed altre 8 aziende del settore (Hitachi, LG Electronics, Matsushita Electric Industrial, Pioneer Corporation, Royal Philips Electronics, Samsung Electronics, Sharp Corporation e Sony Corporation) formano il consorzio "Blu-ray Disc Founders", che in seguito diventa la "Blu-ray Disc Association" (BDA), per sviluppare la tecnologia e il formato del Blu-ray Disc.[30]

### Thomson
- 2002: Thomson Multimedia diventa Thomson.
- 2002: Technicolor produce e distribuisce più di 9,5 milioni di giochi per la Xbox, a seguito di un partenariato con Microsoft.
- 21 ottobre 2003: "Thomson" acquisisce Cinecolor Lab Co. Ltd., importante fabbrica di post-produzione in Thailandia.[31]
- 2003: "Thomson" e l'impresa cinese TCL siglano un protocollo d'accordo per riunire le loro attività di produzione e di commercializzazione dei televisori in seno alla società TTE.[32]
- 2003: Lo Stato francese vende le sue ultime azioni, detenute attraverso la holding "TSA", in "Thomson", completando così la privatizzazione.
- 2003: Thomson e Fraunhofer-ISS introducono la nuova versione della tecnologia mp3PRO: la quale permette di raddoppiare la quantità di musica inseribile in un CD (rispetto alla tecnologia MP3) pur mantenendone la qualità, usando la compressione audio digitale SBR. Questa tecnologia tuttavia non si è mai veramente affermata.
- 2004: Acquisizione della Moving Picture Company, un'azienda leader negli effetti visivi e la post-produzione.
- 2004: Thomson (33%) e TCL (67%) creano la joint venture "TCL-Thomson Electronics" (TTE), con l'obiettivo di produrre televisori a marchio TCL per l'Asia, a marchio Thomson per l'Europa e a marchio RCA per l'America.[33][34]
- 2005: Thomson scambia il 33% detenuto in TTE con il 29,3% in TCL e nel 2006 cede le sue azioni in TCL; nel 2007 TTE è messa in liquidazione.[35][36]
- 30 marzo 2005: Acquisizione della Inventel, un'azienda francese produttrice di dispositivi di connessione domestica: modem, router, Wi-Fi, Bluetooth, DECT; e fornitrice di questi dispositivi a diversi operatori telefonici, tra cui France Télécom/Orange SA.[37]
- 9 dicembre 2009: Thomson pubblica il "piano di ristrutturazione salvataggio", che in particolare prevede il rincentraggio delle attività verso i servizi di creazione di contenuti e la dismissione delle attività non strategiche, tra cui: Grass Valley, Premier Retail Network (PRN) e Screenvision.[38][39]

### Technicolor
- 27 gennaio 2010: L'assemblea generale degli azionisti approva il piano di riduzione del debito e il cambio di nome: Thomson diventa Technicolor (e la filiale statunitense "Thomson Inc." diventa "Technicolor USA Inc.).[40][41]
- 28 gennaio 2010: Technicolor annuncia la cessione di "Convergent Media Systems Corporation" a Sony.[42]
- 4 febbraio 2010: Technicolor raggiunge la cifra di 100 milioni di set-top boxes venduti dal 1994.[43]
- 17 febbraio 2010: Technicolor annuncia la fine del "piano di ristrutturazione".[44]
- 31 marzo 2010: Technicolor annuncia il piano di riorganizzazione di Grass Valley in tre distinte attività: "broadcast", "head-ends" e "transmission", nella prospettiva di cedere la società.[45]
- 26 luglio 2010: Technicolor vende la maggior parte del Grass Valley Group (la divisione "Broadcast & Professional") – l'azienda era stata riorganizzata in tre divisioni: "Broadcast & Professional" (Grass Valley Broadcast), "Transmission" (Thomson Broadcast) e "Head-end" (Thomson Video Networks) – all'impresa private equity Francisco Partners.[46][47][48][49]
- 27 settembre 2010: Technicolor cede la maggioranza di "Screenvision" a Shamrock Capital Growth Fund II.[50]
- 23 ottobre 2010: Technicolor riceve un'offerta per l'acquisto di "Thomson Broadcast" (ex Grass Valley Transmission) da parte di PARTER Capital Group.[51]
- 3 gennaio 2011: Technicolor completa la cessione di "Grass Valley Broadcast" (ex Grass Valley) a Francisco Partners.[52]
- 23 febbraio 2011: Technicolor riceve un'offerta per l'acquisto di "Thomson Video Network" (ex Grass Valley Head-end) da parte di Fonds de Consolidation et de Développement des Entreprise (FCDE).[53]
- 29 gennaio 2013: Mercury Filmworks, Technicolor (Technicolor Creative Services) e Gaumont Animation producono la serie televisiva d'animazione Atomic Puppet, in onda dal 18 luglio 2016 su Disney XD e Teletoon.[54][55][56][57]
- 1º luglio 2013: Technicolor raggiunge la cifra di 100 milioni di set-top boxes venduti a DirecTV dal 1994.[58]
- 4 febbraio 2014: Technicolor acquisisce i diritti per la realizzazione della serie animata per bambini Cosmo, Bud & Boo.[56][59]
- 2 aprile 2014: Technicolor raggiunge la cifra di 300 milioni di Customer Premise Equipments venduti (tra il 1994 e il 2013), principalmente set-top box digitali e gateway di banda larga; nel 2013 i CPEs venduti sono stati 32,5 milioni. Technicolor ha commercializzato il primo set-top box digitale a DirecTV nel 1994.[60]
- 7 aprile 2014: Technicolor partecipa alla produzione del film Captain America: The Winter Soldier.[61]
- 10 giugno 2014: Technicolor annuncia l'intenzione di acquistare Mr. X, azienda canadese di effetti visivi.[62]
- 9 settembre 2014: Technicolor, Nerd Corps Entertainment e A Stark Production annunciano un partenariato per realizzare la serie animata in CG The Deep, commissionata dalle reti televisive australiane ABC Television e Seven Network.[63]
- 5 gennaio 2015: In occasione del CES 2015, Technicolor insieme ai maggiori studi di produzione cinematografica, ai marchi di elettronica di consumo, ai distributori di contenuti ed alle compagnie di post-produzione e tecnologia lanciano l'UHD Alliance.[64]
- 20 febbraio 2015: Technicolor acquisisce OuiDo Productions, azienda francese di animazione.[65]
- 5 marzo 2015: La Alcatel One Touch lancia lo smartphone "Idol 3" dotato della tecnologia "Technicolor Color Enhance".[66][67]
- 8 aprile 2015: Technicolor entra in negoziazione con Mediacontech per acquisizione di Mikros Image, un'azienda francese di produzione e post-produzione, basata a Parigi e Montreal.[68]
- 22 aprile 2015: Technicolor e "Deluxe Entertainment Services Group Inc." lanciano la joint venture per il cinema digitale: "Deluxe Technicolor Digital Cinema" (DTDC), basata a Burbank in California.[69]
- 10 giugno 2015: Technicolor realizza per Groupe Canal+ il "Cube S", un set-top box ibrido per la TNT, Canal+, Canalsat, l'IPTV e i contenuti OTT.[70]
- 30 giugno 2015: Technicolor vende IZ-ON Media (ex Premier Retail Networks), azienda statunitense di retail media, a Stratacache.[71]
- 23 luglio 2015: Technicolor acquista Cisco Connected Devices, divisione di Cisco, per 550 milioni di dollari, in azioni e cash.[72]
- 15 settembre 2015: Technicolor acquista di The Mill, azienda londinese di effetti visivi.[73]
- 13 novembre 2015: Technicolor acquista le attività di duplicazione DVD e Blu-ray di Cinram Group, Inc., azienda canadese di produzione e distribuzione di supporti video.[74]
- 20 novembre 2015: Technicolor completa l'acquisizione di Cisco Connected Devices, divisione di Cisco, per 600 milioni di dollari.[75]
- 5 gennaio 2016: Technicolor annuncia al CES 2016 diversi accordi per distribuire la tecnologia high dynamic range (HDR), tra gli altri, con LG Electronics e Philips.[76][77][78]
- 29 febbraio 2016: L'azienda statunitense "Harmonic, Inc." completa l'acquisizione di Thomson Video Networks (TVN).[79][80]
- 30 marzo 2016: Technicolor, nel contesto della celebrazione del 100º anniversario, riceve una "Hollywood Star of Recognition" da parte della Hollywood Chamber of Commerce, per la sua contribuzione al cinema e alla televisione; la cerimonia e la posa della stella hanno avuto luogo al 6040 Sunset Boulevard, davanti alla sede di Technicolor, negli storici Sunset Gower Studios.[81][82]
- 14 aprile 2016: Anteprima al Tribeca Film Festival del film documentario Tickling Giants prodotto in associazione con Technicolor.[83][84]
- 6 maggio 2016: Technicolor partecipa alla post-produzione del film Captain America: Civil War.[85]
- 26 maggio 2016: L'azienda di telecomunicazioni italiana TIM lancia il nuovo set-top box "TIMVISION", realizzato da Technicolor.[86][87]
- 31 maggio 2016: Technicolor, DHX Media e A Stark Production annunciano che la serie animata in CG The Deep sarà diffusa negli USA da Netflix.[56][88]
- 7 luglio 2016: L'azienda di telecomunicazioni italiana Fastweb lancia il nuovo gateway "FASTGATE", sviluppato da Technicolor[89]. Tecnicolor ha fornito a Fastweb una decina di modelli di modem[90].
- 11 ottobre 2016: Technicolor Paris e Mikros Image partecipano alla realizzazione del film biografico L'odissea.[91]
- 4 novembre 2016: Technicolor partecipa alla post-produzione del film Doctor Strange.[92]
- 17 novembre 2016: L'azienda di telecomunicazioni australiana Telstra seleziona Technicolor per sviluppare due nuovi Home Access Gateway: "Telstra Gateway Max 2" e "Telstra Gateway Frontier".[93]
- 3 gennaio 2017: Technicolor annuncia, nel corso del Consumer Electronics Show 2017 di Las Vegas, di essere sta scelta dall'azienda "AirTV L.L.C." per realizzare la box "AirTV Player", un decoder Android TV in 4K per ricevere i servizi in streaming e i canali locali in OTA.[94]
- 3 marzo 2017: Technicolor ha partecipato alla realizzazione del film Logan: The Wolverine.[95]
- 31 marzo 2017: Technicolor e MPC hanno partecipato alla realizzazione del film Ghost in the Shell.[96]
- 5 maggio 2017: Technicolor partecipa alla produzione del film Guardiani della Galassia Vol. 2.[97]
- 6 novembre 2017: Technicolor partecipa alla produzione del film Thor: Ragnarok.[98]

## Attività
La Thomson (in passato) e la Technicolor (nel presente) hanno in generale concentrato la loro attività nell'elettronica, sia di tipo professionale sia di consumo.
La Compagnie française Thomson-Houston produceva materiale elettronico (dinamo, motori, trasformatori, utensili elettrici, lampade "Mazda", pile "Mazda", telefoni, apparecchi elettrici, fili e cavi, ecc.).
Negli anni '20, '30 e '40, la "CFTH" e la "Ducretet-Thomson" producono anche frigoriferi, altoparlanti, fonografi, grammofoni, giradischi, radio, impianti di sonorizzazione.
Negli anni '50 e '60, la "Ducretet-Thomson" e la "Thomson" producono anche televisori, ferri da stiro, lavatrici, rasoi elettrici, cucine, radio a transistor, televisori a colori (dagli anni 60).
Dagli anni '70, la Thomson produce anche aspirapolvere, lavastoviglie, radio CB, autoradio, forni a microonde.
Con la creazione della Thomson-Brandt (nel 1966) e della Thomson-CSF (nel 1968), le attività nel settore elettronico sono separate; la prima si concentra negli elettrodomestici (con il marchio Brandt) e nell'elettronica di consumo (con il marchio Thomson GP/CE) e la seconda nell'elettronica professionale anche a per usi militari.
La Thomson Grand Public (dal 1973) e la Thomson Consumer Electronics (dal 1985) producono radio, televisori, videoregistratori, videocamere, lettori DVD, microcomputers, set-top boxs, ecc. oltre a sviluppare tecnologie e ricerche (MPEG, MP3, DVD, ecc.).
A partire dagli anni 1990 la Thomson Multimedia comincia a spostare le sue attività dall'elettronica di consumo (per l'utente finale) all'elettronica audiovisiva per i professionisti dei settori televisivi, cinematografici e delle telecomunicazioni.
A partire dall'inizio degli anni 2000 la Thomson (Technicolor dal 2010) produce esclusivamente apparecchi elettronici destinati alle aziende televisive, cinematografiche e delle telecomunicazioni e sviluppa ricerche e tecnologie nei settori dei media e del intrattenimento; la produzione propria di elettronica per l'utente finale è abbandonata e data in licenza ad altre aziende.
La Technicolor ha (al 2016) 3 linee di business, di cui le prime due operative (la terza è essenzialmente relativa allo sfruttamento delle licenze dei marchi e delle tecnologie di cui è proprietaria):

### Servizi Entertainment
- Realtà virtuale
- Front End
- VFX
- Post-produzione immagine
- Post-produzione suono
- Servizi marketing
- Animazione[56] e giochi[99]
- Content management e distribuzione
- Servizi Blu-ray e DVD

Creative houses
- Technicolor Los Angeles
- Technicolor London
- Technicolor Montreal
- Technicolor Toronto
- Technicolor Paris
- Technicolor Vancouver
- Technicolor New York
- Technicolor Bangalore
- Technicolor Atlanta
- Technicolor New Orleans
- Technicolor Los Angeles

Business Solutions
- Integrated Production Platform
- Supply Chain & Logistics
- Content Mgmt & Delivery

Mikros Image
The Mill
MPC
Mr. X

### Casa connessa
- Soluzioni (CPE, IAD e HAG)
- Dispositivi video (set-top boxs e accessori)
- Dispositivi a banda larga (modem, gateway e accessori)
- Dispositivi per l'Internet delle cose (controller)
- Tecnologie
- Open Software & Middleware
- Servizi professionali

Cisco Connected Devices
Network
- Cavo
- Satellite
- Telecomunicazioni
- Mobile

Soluzioni per l'impresa
- Business Access Solutions
- Soluzioni video commerciali

### Tecnologia / Licenze
- High Dynamic Range (HDR)
- Marchi[8]
  - Radio Corporation of America[105]
  - Thomson[106]
  - Ferguson
  - Victor / His Master's Voice
  - Nordmende[107]
  - Proscan[108]
  - SABA
- Brevetti

Ricerca & Innovazione
- Laboratorio "Imaging Science"
- Laboratorio "Immersive" (VR, AR, RT VFX)
- Laboratorio "Artificial Intelligence"
- Laboratorio "Home Experience"

#### Marchio Thomson
Il marchio Thomson è distribuito su licenza da diverse società in tutto il mondo (escluse le Americhe, dove invece è distribuito il marchio RCA):
Audio e Video
- Televisori: in licenza a TCL, Hirux International[109], IFI (HK) Limited.
- Equipaggiamenti audio e video: in licenza a Bigben Interactive, Hirux International[109], IFI (HK) Limited.
- Ricezione digitale: in licenza a STRONG, IFI (HK) Limited.
- Accessori audio e video: in licenza a Hama, Hirux International[109], IFI (HK) Limited.

Multimedia
- Informatica: in licenza a GROUP SFIT[110], IFI (HK) Limited.
- Telefonia mobile e fissa: in licenza a ADMEA[111].
- Fotografia digitale: in licenza a METRONIC, IFI (HK) Limited.

Elettrodomestici
- Grandi elettrodomestici: in licenza a Darty, Hirux International[109].
- Piccoli elettrodomestici: in licenza a ADMEA[111], IFI (HK) Limited.
- Salute: in licenza a Bigben Interactive, STRONG.
- Bellezza: in licenza a ADMEA[111].

Casa
- Sicurezza: in licenza a AVIDSEN.
- Domotica: in licenza a AVIDSEN.
- Illuminazione: in licenza a Thomson Lighting.
- Trattamento dell'aria: in licenza a ADMEA[111].

## Organizzazione

### Governo d'impresa
Comitato esecutivo (2017)
- Frédéric Rose: A.D. / DG
- Michel Rahier: Vice A.D., Presidente della Divisione "Connected Home"
- Tim Sarnoff: Vice A.D., Presidente della Divisione "Production Services"
- Sandra Carvalho: Chief Marketing Officer
- Esther Gaide: Chief Financial Officer
- Fabienne Brunet: V.P.E. "Risorse Umane" e "Responsabilità Sociale"
- Vince Pizzica: SEVP "Sviluppo" e "Tecnologia"
- Quentin Lilly: Presidente "Home Entertainment Services" (HES)
- Cristina Gomila: Chief Technology Officer
- Simon Hibbins: EVP "Home Entertainment Services" (HES)
- Luis Martinez-Amago: Presidente "Connected Home North America"
- Nathan Wappet: Chief Operating Officer

Comitato di direzione (2017)
- Georges Laplanche
- Emilie Megel
- Mercedes Pastor
- Sherri Potter
- Robin Shenfield
- Manuele Wahl
- Ginny Davis
- Mark Benson
- Eric Adam
- Adrien Cadieux
- Pat Byrne
- Roberto Salermo
- Tim Dodd
- Robert Wipper

Consiglio di amministrazione (2017)
- Bruce Hack: Presidente
- Frédéric Rose: A.D. / DG
- Thierry Sommelet: Managing director di Bpifrance Participations
- Birgit Conix: Direttore finanziario di Telenet
- Ana Garcia Fau: A.D. di Yell for the Spanish and Latin-American businesses e Chief Global Strategy Officer di Hibu
- Nicolas Grelier: Program manager a Technicolor
- Hugues Lepic: A.D. di Aleph Capital
- Melinda J. Mount:
- Laura Quatela: Senior Vice-President e Chief Legal Officer di Lenovo
- Hilton Romanski: Senior Vice-President e Chief Strategy Officer di Cisco Systems, Inc.

### Dati finanziari
██ Connected Home (54%)
██ Entertainment Services (40%)
██ Technology (6%)
|                                                          | 2016      | 2015      | 2014      | 2013      | 2012      |
| -------------------------------------------------------- | --------- | --------- | --------- | --------- | --------- |
| Fatturato                                                | 4 890 000 | 3 652 000 | 3 332 000 | 3 450 000 | 3 580 000 |
| Reddito dalle attività ordinarie                         | 4 890 000 | 3 652 000 | 3 332 000 | 3 450 000 | 3 580 000 |
| Reddito operativo                                        | 262 000   | 264 000   | 302 000   | 224 000   | 264 000   |
| Costo dell'indebitamento finanziario netto               | -81 000   | -63 000   | -65 000   | -112 000  | -145 000  |
| Contributo ai risultati delle società "Equity-Accounted" | 2000      | -1000     |           | -6000     | -5000     |
| Utile netto delle attività cessate                       | -90 000   | -43 000   | -9000     | 19 000    | -35 000   |
| Reddito netto                                            | -26 000   | 78 000    | 128 000   | -92 000   | -22 000   |
| Reddito netto (quota di gruppo)                          | -26 000   | 82 000    | 132 000   | -87 000   | -20 000   |
|                                                          | 2016      | 2015      | 2014      | 2013      | 2012      |

### Azionariato
██ OppenheimerFunds, Inc. (10,04%)
██ Bpifrance Participations + Caisse des Dépôts et Consignations (7,98%)
██ Cisco Systems, Inc. (5,18%)
██ DNCA Finance SA e DNCA Finance Luxembourg (5,04%)
██ Treasury shares (0,18%)
██ Public (71,58%)
Privatizzazione di Thomson Multimedia
Il 19 febbraio 1997, lo Stato francese decide di privatizzare il (gruppo) Thomson SA (RCS: 542 089 750) che comprendeva Thomson Multimedia (RCS: 333 773 174) e Thomson-CSF (RCS: 552 059 024).
Dopo una prima apertura del capitale di "Thomson Multimedia" (RCS: 333 773 174) a 4 partner industriali (Alcatel, DirecTV, Microsoft e NEC) nel dicembre 1998, "Thomson Multimedia" è introdotta in borsa nel novembre 1999 e lo Stato procede, via la "TSA", a 3 ulteriori cessioni sul mercato, nel settembre 2000 (operazione che ha prodotto la privatizzazione), nell'ottobre 2001 e nel febbraio 2002. Inoltre, nel febbraio 2001, l'acquisizione di "Technicolor" aveva prodotto l'ingresso nel capitale di Carlton. NEC, DirecTV e Alcatel, che erano entrate nel capitale di "Thomson Multimedia" nel 1998, hanno in seguito ceduto le loro azioni sul mercato.
Nel 2003, lo Stato, attraverso TSA, si disimpegna dalla società Thomson vendendo in borsa il suo 18,5%.
La società holding Thomson SA è rinominata TSA (RCS: 542 089 750).
Azionisti
|                                           | 1997 | 1998 | 1999 | 2000  | 2001  | 2002   | 2004   | 2006   | 2008   | 2010   | 2012    | 2014   | 2016   |
| ----------------------------------------- | ---- | ---- | ---- | ----- | ----- | ------ | ------ | ------ | ------ | ------ | ------- | ------ | ------ |
| Thomson SA / TSA                          | 100% | 75%  |      | 38%   | 35,8% | 20,99% | 2,10%  | 1,92%  | 1,95%  | 0,29%  | (0,15%) |        |        |
| Alcatel                                   |      | 7,5% |      | 6,38% |       |        |        |        |        |        |         |        |        |
| DirecTV                                   |      | 7,5% |      | 4,87% |       |        |        |        |        |        |         |        |        |
| Microsoft                                 |      | 7,5% |      | 6,38% |       | 4,25%  | 0,62%  | 0,62%  | 0,63%  |        |         |        |        |
| NEC                                       |      | 7,5% |      | 6,38% |       | 1,7%   |        |        |        |        |         |        |        |
| Carlton                                   |      |      |      |       | 5,5%  | 5,52%  |        |        |        |        |         |        |        |
| Vector TCH (Lux) 1 S.à r.l                |      |      |      |       |       |        |        |        |        |        | 20,70%  | 12,94% |        |
| Bpi + CDC                                 |      |      |      |       |       |        |        |        |        |        |         | 8,29%  | 7,98%  |
| OppenheimerFunds                          |      |      |      |       |       |        |        |        |        |        |         |        | 10,04% |
| Cisco Systems                             |      |      |      |       |       |        |        |        |        |        |         |        | 5,18%  |
| DNCA Finance SA e DNCA Finance Luxembourg |      |      |      |       |       |        |        |        |        |        |         |        | 5,04%  |
| Buy-back                                  |      |      |      |       |       | 1,2%   | 0,93%  | 4,62%  | 1,89%  | 0,35%  | 0,18%   | 0,11%  | 0,18%  |
| Dipendenti                                |      |      |      | 5,8%  |       | 4,44%  | 3,51%  | 2,40%  | 2,05%  | 0,35%  |         |        |        |
| Flottante                                 |      |      |      | 32,2% |       | 62,52% | 92,84% | 90,44% | 93,48% | 99,01% | 79,12%  | 78,65% | 71,58% |
|                                           | 1997 | 1998 | 1999 | 2000  | 2001  | 2002   | 2004   | 2006   | 2008   | 2010   | 2012    | 2014   | 2016   |

### Partecipate
|                          | Technology | Connected Home | Entertainment Services |
| ------------------------ | --- | --- | --- |
| Francia                  | - Thomson Licensing SAS - Thomson Licensing DTV SAS - RCA Trademark Management SAS - Technicolor R&D France SNC - Technicolor Trademark Management SAS | - Technicolor Delivery Technologies SAS - Technicolor Connected Home Rennes SNC | - Technicolor Distribution Services France SARL - Technicolor Entertainment Services France SAS - Mikros Image SAS - Technicolor Animation Productions SAS |
| Europa (Francia esclusa) | - Deutsche Thomson OHG | | - Technicolor Polska Sp.Z.o.o. - The Moving Picture Company Ltd. (MPC) - Technicolor Disc Services International Ltd. (Hammersmith) - Technicolor Video Services (UK) Ltd. - Thomson Multimedia Distribution (Netherlands) BV - Technicolor Ltd. - The Mill (Facility) Ltd. |
| America                  | - Thomson Licensing LLC | - Technicolor Brasil Midia E Entretenimento Ltda - Technicolor Connected Home USA LLC - Thomson Telecom Mexico, S.A. de C.V. - Comercializadora Thomson de Mexico S.A. de C.V. - Technicolor Connected Home Canada Inc. | - Technicolor USA Inc. - Technicolor Videocassette of Michigan, Inc. - Technicolor Home Entertainment Services Inc. - Technicolor Creative Services USA Inc. - Technicolor Canada Inc. - Technicolor Home Entertainment Services de Mexico S. de R.L. de C.V. - Technicolor Mexicana, S. de R.L. de C.V. - Technicolor Home Entertainment Services Southeast, LLC - The Mill Group Inc. - Mr.X Inc. |
| Asia                     | | - Technicolor Delivery Technologies Australia, Pty, Ltd - Technicolor (China) Technology Co., Ltd. - Technicolor Malaysia Sdn Bhd - Technicolor Connected Home India Private Ltd                                        | - Technicolor, Pty, Ltd. - Technicolor India Privat Ltd. - Technicolor Distribution Australia, Pty. Ltd. |
|                          | Technology | Connected Home | Entertainment Services |

Lista delle principali società consolidate (al 31 dicembre 2016)
Technology
- Thomson Licensing SAS (France)
- Technicolor R&D France SNC (France)
- Technicolor Trademark Management SAS (France)
- RCA Trademark Management SAS (France)
- Deutsche Thomson OHG (Germany)[116]
- Thomson Licensing LLC (USA)

Connected Home
- Technicolor Delivery Technologies SAS (France)
- Technicolor Connected Home Rennes SNC (France)
- Technicolor Brasil Midia E Entretenimento Ltda (Brasil)
- Technicolor Connected Home USA LLC (USA)
- Thomson Telecom Mexico, S.A. de C.V. (Mexico)
- Comercializadora Thomson de Mexico S.A. de C.V. (Mexico)
- Technicolor Delivery Technologies Australia, Pty, Ltd (Australia)
- Technicolor (China)
- Technology Co., Ltd. (China)
- Technicolor Malaysia Sdn Bhd (Malaysia)
- Connected Home Hong Kong Ltd. (Hong Kong)
- Technicolor Connected Home India Private Ltd. (India)
- Technicolor Connected Home Italy S.r.l. (Italy)

Entertainment Services
- Technicolor Distribution Services France SARL (France)
- Technicolor Entertainment Services France SAS (France)
- Mikros Image SAS (France)
- Technicolor Animation Productions (ex Ouido Productions SAS) (France)
- Technicolor Polska Sp.Z.o.o. (Polska)
- The Moving Picture Company Ltd. (MPC) (UK)
- Technicolor Disc Services International Ltd. (Hammersmith) (UK)
- Technicolor Video Services (UK) Ltd. (UK)
- Thomson Multimedia Distribution (Netherlands) BV (Netherlands)
- Technicolor Ltd. (UK)
- The Mill (Facility) Ltd. (UK)
- Badger Bidco Limited (UK)
- Technicolor Inc. (USA) [ex Technicolor Corporation]
- Technicolor Videocassette of Michigan, Inc. (USA)
- Technicolor Home Entertainment Services Inc. (USA)
- Technicolor Creative Services USA Inc. (USA)
- Technicolor Canada Inc. (Canada)
- Technicolor Home Entertainment Services de Mexico S. de R.L. de C.V. (Mexico)
- Technicolor Mexicana, S. de R.L. de C.V. (Mexico)
- Mr. X Inc. (Canada)
- Technicolor Global Logistics, LLC (USA)
- Technicolor Home Entertainment Services Canada ULC (Canada)
- Technicolor Home Entertainment Services Southeast, LLC (USA)
- The Mill group Inc. (USA)
- Beam Tv Inc. (USA)
- Badger USA, Inc. (USA)
- MPC (Shanghai)
- Digital technology CO., Ltd (China)
- Technicolor, Pty, Ltd. (Australia)
- Technicolor India Privat Ltd. (India)
- Technicolor Distribution Australia, Pty. Ltd. (Australia)
- Trace VFX LLC (USA)
- Technicolor Milan S.r.l. (Italy)

Others (Corporate)
- Gallo 8 SAS (France)
- Sté Fr.d’Invest.et d’Arbitrage - Sofia (France)
- Technicolor Treasury USA LLC (USA)
- Technicolor Asia Pacific Holdings Pte. Ltd (Singapore)
- Technicolor USA Inc. (USA) [ex Thomson Inc.]

Accounted for under the equity method
- TechFund Capital Europe (France)
- Technicolor SFG Technology Co. Ltd (China)
- Trace VFX LLC (USA)

### Relazioni con stakeholder
| Nome                                                                     | Tipo                        |
| ------------------------------------------------------------------------ | --------------------------- |
| Allseen Alliance                                                         | Sviluppo degli standard     |
| Advanced Television Systems Committee                                    | Sviluppo degli standard     |
| Blu-ray Disc Association                                                 | Sviluppo degli standard     |
| Cap Digital (FR)                                                         | Gruppo di ricerca           |
| Networked and Electronic Media Initiative – European Technology Platform | Ricerca                     |
| Digital Video Broadcasting Group                                         | Sviluppo degli standard     |
| High Definition Forum (FR)                                               | Sviluppo degli standard     |
| High-Definition Multimedia Interface Forum                               | Sviluppo degli standard     |
| Moving Pictures Expert Group                                             | Impostazione degli standard |
| Society of Motion Picture and Television Engineers                       | Sviluppo degli standard     |
| Consumer Technology Association                                          | Sviluppo degli standard     |
| Images & Reseaux (FR)                                                    | Gruppo di ricerca           |
| ETSI                                                                     | Impostazione degli standard |
| UHD Alliance                                                             | Impostazione degli standard |
| Virtual Reality Industry Forum                                           | Sviluppo degli standard     |

## Premi Oscar
Come Technicolor, Inc. (azienda statunitense), proprietaria della Technicolor Motion Picture Corporation che aveva realizzato il procedimento Technicolor, l'azienda ha vinto diversi Premi Oscar:
- 1931/'32 (5ª ed.): Scientific or Technical Award (Class II) alla Technicolor Motion Picture Corp;
- 1939 (12ª ed.): Special Award alla Technicolor Company;
- 1939 (12ª ed.): Scientific or Technical Award (Class III) alla Technicolor Motion Picture Corp;
- 1952 (25ª ed.): Scientific or Technical Award (Class II) alla Technicolor Motion Picture Corporation;
- 1959 (32ª ed.): Scientific or Technical Award (Class II) alla Technicolor Corp (2 premi);
- 1961 (34ª ed.): Scientific or Technical Award (Class II) alla Technicolor Corp;
- 1961 (34ª ed.): Scientific or Technical Award (Class III) alla Technicolor Corp;
- 1995 (68ª ed.): Scientific and Technical Award (Scientific and Engineering Award) alla Technicolor, Inc;

come Consolidated Film Industries
- 1968 (41ª ed.): Scientific or Technical Award (Class III) alla Consolidated Film Industries;
- 1971 (44ª ed.): Scientific or Technical Award (Class III) alla Consolidated Film Industries;
- 1976 (49ª ed.): Scientific or Technical Award (Class II) alla Consolidated Film Industries;

e come Grass Valley:
- 2016 (89ª ed.): Scientific and Technical Award (Technical Achievement Award) alla Thomson Grass Valley per la telecamera cinematografica digitale "Viper FilmStream".

## SIMIV
La SIMIV (Société internationale de micro-informatique et de vidéo SA) è stata una società del gruppo Thomson; essa fu creata il 1º settembre 1983 ed è stata chiusa nel 1989. Era conosciuta soprattutto con il nome commerciale Thomson Micro-Informatique, a volte abbreviato in Thomson Micro.
La Thomson in realtà ha realizzato dei microcomputer anche prima della creazione della SIMIV; nel contesto del programma governativo Plan informatique pour tous, la Thomson ha realizzato dei microcomputer e degli home computer:
- Thomson Micromega 16 (1982)
- Thomson Micromega 32 (1983)

Gamma MO
- Thomson MO5 (1984-86)
- Thomson MO6 (1986-89)

Gamma TO
- Thomson TO7 (1982-84)
- Thomson TO7/70 (1984-86)
- Thomson TO8 (1986-89)
- Thomson TO9 (1985)
- Thomson TO9+ (1986)
- Thomson TO16 (1987)

## Thomson e Technicolor in Italia
La presenza in Italia di Thomson risale al 1904, quando venne costituita a Milano, in compartecipazione con la tedesca AEG, la AEG Thomson-Houston – Società italiana di Elettricità S.A., un'azienda che si occupò della produzione di trasformatori, dinamo, motori e parti elettriche diverse, nonché della realizzazione di linee ferroviarie in varie parti del paese. Lo stabilimento venne ceduto nel 1966 all'Ansaldo.
Nel 1971, già divenuta Thomson, rilevò la Ergon S.p.A., fabbrica di cinescopi di Anagni, che sotto la sua proprietà divenne Videocolor (che nel 2005 verrà ceduta all'indiana Videocon). Alla Thomson è legato anche il nome della SGS-Thomson, società produttrice di semiconduttori nata nel 1987.
Nel 1996, Giorgio Prandoni, figlio del fondatore, vende l'azienda di famiglia Prandoni (marchi e stabilimenti di Treviglio e Cassano d'Adda) alla Thomson, che successivamente decise di non utilizzare più né il marchio né gli stabilimenti (che furono demoliti).
Nel 2004, la Thomson rileva la International Recording, che in seguito è rinominata "Technicolor Sound Services".
La Technicolor Italiana (filiale della Technicolor, Inc.) è creata a Roma nel 1955 e 5 anni dopo apre il primo laboratorio per produrre pellicole per il mercato europeo.
Nel corso degli anni, la "Technicolor" è stata utilizzata da molti dei migliori registi italiani, tra cui Michelangelo Antonioni, Federico Fellini, Pier Paolo Pasolini e Luchino Visconti. Nel 1961, la "Technicolor Italiana" ha introdotto "Techniscope" (detto anche "2-perf"), che dimezzava le dimensioni del fotogramma del sistema standard a quattro fori, pur creando un'immagine widescreen e risparmiando così una notevole quantità di pellicola. Più di 350 film sono stati fotografati in "Techniscope" tra il 1960 e il 1980, molti di loro sono spaghetti western. Il regista Sergio Leone, in particolare, utilizza la maggiore profondità di campo "Techniscope" a suo vantaggio, creando composizioni innovative per esaltare le sue riprese.
Lo stabilimento romano della ex "Technicolor Italiana" è chiuso il 31 dicembre 2013.
Technicolor opera in Italia (al 31 dicembre 2016) con due società:
- Technicolor Connected Home Italy S.r.l. a Sesto San Giovanni
- Technicolor Milan S.r.l. a Marzano (e Roma)